# Max Enderlin

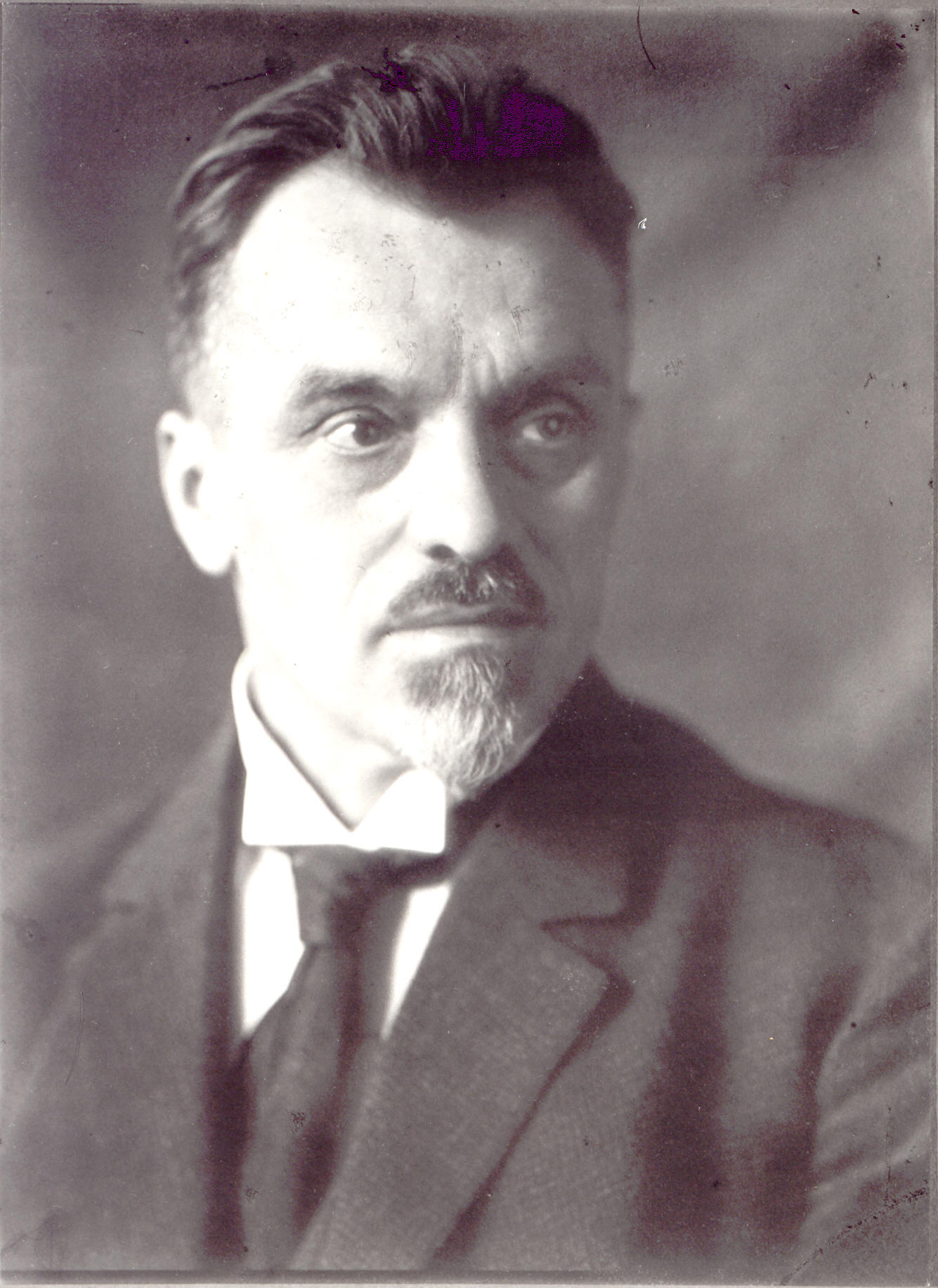
Max Enderlin – Foto um 1930

Max Albert Enderlin (* 24. Januar 1872 in Bötzingen am Kaiserstuhl; † 3. Oktober 1940 in Mannheim-Feudenheim) war ein deutscher Pädagoge. Er leitete von 1922 bis 1933 die von ihm reformpädagogisch konzipierte Versuchsschule Feudenheim.

## Leben
Als 19-jähriger Hilfslehrer begann Enderlin 1891 seine Pädagogenlaufbahn. Bereits 1903, damals schon Hauptlehrer in Mannheim, erschien sein erstes Buch Erziehung durch Arbeit. 1907 folgte sein Buch "Das Spielzeug in seiner Bedeutung für die Entwicklung des Kindes." 1910 erscheint das zusammen mit Wilhelm August Lay verfasste "Buch zum Lesenlernen und zugleich ein Spiel- und Arbeitsbuch, Im goldenen Kinderland". Im Jahr 1915 wurde Enderlin, jetzt Oberlehrer, Leiter der Feudenheimschule. Er verfasste zahlreiche Aufsätze in der Zeitschrift "Die neue Schule" deren Begründer und Redakteur er war. Sie erschien 1921 bis 1926. Ab 1927 war Enderlin Autor von Beiträgen und Mitherausgeber der Monatszeitschrift mit dem neuen Namen "Die neue deutsche Schule" (Verlag Diesterweg, Frankfurt/M.).
Nach 1933 wurden die Versuchsschulen in Deutschland infolge des nationalsozialistischen Einflusses geschlossen bzw. in "normale" Schulen gewandelt und auf nationalsozialistische Erziehungsziele ausgerichtet. Gleichzeitig wurde das Mannheimer Schulsystem nach Sickinger abgeschafft. Als der nationalsozialistische Staat ältere Beamte zugunsten jüngerer entließ, wurde Enderlin zum 1. April 1934 in den vorzeitigen Ruhestand versetzt. Ein Sturmbannführer übernahm seine Stelle. Nun eröffnete Enderlin im Garten seines Wohnhauses in der Schützenstr. 23, Feudenheim, eine Holzbearbeitungswerkstatt und stellte mit seiner Tochter, der Bildhauerin Gertrud Franz, Holzspielzeug (Marke Hiddigeigei) her. Gertrud Franz baute nach dem Tode ihres Vaters die Spielzeugherstellung unter eigenem Namen kommerziell aus. Die Feudenheimer Max-Enderlin-Straße erinnert heute an Rektor Enderlin.

## Leistung
Angeregt durch die Vorstellungen der Reformpädagogen Georg Kerschensteiner, Wilhelm August Lay u. a., welche die Arbeitsschule (Kerschensteiner) bzw. die Tatschule (Lay) der alten Lern- oder Paukschule und deren Lebensfremdheit und Autoritarismus entgegensetzten, wurde Enderlin selbst zum Reformer der Feudenheimschule. In den Jahren 1922–1933 schuf und leitete Enderlin die Versuchsschule in Feudenheim. Begünstigt wurde die Arbeit Enderlins durch das Mannheimer Schulsystem, entwickelt und eingeführt von dem Schulreformer Dr. Josef Anton Sickinger, seit 1895 Stadtschulrat in Mannheim.
Die Feudenheimer Versuchsschule wurde von Enderlin als Arbeitsschule und Gesamtschule zugleich konzipiert. Die Arbeitsschule zielte auf die Anleitung zur Eigentätigkeit der Schüler in allen Unterrichtsfächern. "Sie rückt nicht das Wissen, sondern das Können, d. h. die Fähigkeit zum kraftvollen, zielbewussten und selbstständigen Handeln in den Vordergrund.". Der Unterricht soll vom ersten Schuljahr an das Kinderinteresse durch Spiele und Beschäftigungen derart wecken, dass es sich auf die Schule freut. Einige in der "Neue Schule" beschriebenen Unterrichtseinheiten zeigen wie ein Ereignis aus dem Alltag der Kinder, der Bau der Straßenbahn, ein Skelettfund in der örtlichen Kirche usw. zu Ausgangspunkten von Unterrichtseinheiten zum Erwerb der Sprache, von Rechenfertigkeit, der Fähigkeit zur Darstellung von Formen, geografischem und geschichtlichem Wissen usw. als zentrales Unterrichtsthema dient.

### Werkunterricht
Enderlin verfolgte ein Konzept des Gesamtunterrichts. Er hob von Anfang an die Gliederung des Unterrichts in Fächer auf. Ein der Umwelt des Kindes entstammender Stoff bildete den Unterrichtsmittelpunkt. Der Lehrer sollte die Freiheit erhalten, andere Fächer derart auf diesen Stoff zu beziehen, dass die geistige und körperliche Entwicklung des Kindes gefördert wird. Obwohl Enderlin einräumte, in der Oberstufe sei das Problem des Gesamtunterrichts eventuell nicht so leicht wie in der Unterstufe zu lösen, wurde in Feudenheim auch Gesamtunterricht in der Volksschuloberstufe abgehalten und dokumentiert. Um die angestrebten Ziele zu erreichen, wurden flankierend auch neue Wege beschritten. Die Sitzordnung in Schulbänken löste Enderlin auf und führte Tische und Stühle ein, sodass Werkunterricht an den Tischen stattfand und die Interaktion unter den Schülern gefördert wurde. Ein Sandtisch im Klassenzimmer regte die Kinder zur kreativen Gestaltung in Verbindung mit Unterrichtinhalten an. Es gab Werkunterricht in Schulwerkstätten, Gartenarbeit im Schulgarten und Wanderungen. Ab 1925 gab die Feudenheimschule die mit Linolschnitten illustrierte Schülerzeitung "Unser Blatt" aus der schuleigenen Druckerei heraus.

### Schullandheim
Auf Anregung von Enderlin gab 1923 die Elternschaft die Zustimmung ein Schullandheim zu erwerben. Es folgte die Gründung des Vereins Schullandheim Mannheim-Feudenheim e. V. im Jahre 1925. Aus dem Mitgliedsbeitrag, Spenden, den Erlösen einer Lotterie und von Schulfesten, sowie einem Kredit wurde ein Haus mit Wiesengelände in Waibstadt, Kraichgau gekauft und bis 1928 umgebaut. Das Landschulheim sollte neben der Beschäftigung des Stadtkindes mit der Natur, der Erholung, dem körperlichen Ausagieren auch die Erziehung zur Gemeinschaft, zum sozialen Menschen fördern, ganz im Sinne der (Lebens-)Gemeinschaftsschule, wie sie u. a. von Prof. Dr. Wilhelm August Lay  vertreten wurde, der Enderlins Partner (auch Verwandter) war. Drei verschollene Filme (à 400 m) der Filmgesellschaft M.John &Co. Mannheim, gedreht nach einem Drehbuch von Max Enderlin, zeigen weite Teile des Wirkens von Enderlin und den Lehrern der Feudenheimschule an den unterschiedlichen Lernorten. Dies bezeugen erhaltene Unterlagen der Filmprüfstelle München aus 1927 zu einem Antrag der Rhenus-Film GmbH, Mannheim.
Das besondere Verdienst Enderlins besteht darin, dass er die Ideen der Reformpädagogik der 2. Hälfte des 19. Jahrhunderts und vom Anfang des 20. Jahrhunderts bis 1933 unermüdlich und mit eigener Prägung konsequent in der Feudenheimschule verwirklicht hat. Mehr als 2400 Besucher aus dem In- und Ausland nahmen in den Jahren vor 1933 die Gelegenheit war, sich über sein Wirken in der Feudenheimschule zu informieren, in zahlreichen Fortbildungskursen gab er sein Wissen weiter.

## Werke (Auswahl)
- Im goldenen Kinderland, Ein Buch zum Lesenlernen und zugleich ein Spiel- und Arbeitsbuch, Quelle und Meyer, Leipzig, 1910
- Führer durch das Erste Schuljahr als Grundlage der Tatschule. Verlag Quelle und Meyer Leipzig 2. Aufl. 1926
- Die neue Schule, Monatsschrift für Erziehung und Unterricht. Hrsg. von Oberlehrer Max Enderlin. J. Bensheimer, Mannheim und Berlin.
- Der neue Schreibunterricht, Karlsruhe, Badische Druckerei u. Verlag J. Boltze, 1929